# Толедо (Боливия)
Толедо (исп. Toledo, кечуа Toledo) — город в западной части Боливии. Административный центр провинции Саукари в департаменте Оруро.

## География
Расположен в 37 км к юго-западу от города Оруро, на высоте 3715 м над уровнем моря, между реками Матар-Хауира (на западе) и Винто-Хауира (на востоке).

## Климат
Среднегодовая температура — всего около 10°С, среднемесячные температуры различаются от 6 (июнь, июль) до 14°С (ноябрь, декабрь). Годовое количество осадков: 400 мм, с сухим сезоном с мая по август и сезоном дождей — с декабря по март.

## Население
Население по данным переписи 2001 года составляло 685 человек; данные на 2010 год сообщают о населении 841 человек.